# .om
.om è il dominio di primo livello nazionale assegnato all'Oman.
Originariamente amministrato dalla Omantel, dal 2011 il dominio è gestito dalla Telecommunications Regulatory Authority (TRA).
Nel 2012 ICANN ha approvato il dominio nome di dominio internazionalizzato .عمان (xn--mgb9awbf).
Nel 2016 i ricercatori di Endgame hanno evidenziato l'esteso uso del dominio per typosquatting per via della somiglianza a .com.